# 億甲邁站
億甲邁站（音素換寫：S̄t̄hānī xekmạy，皇家轉寫：Sathani Ekkamai，發音：[sā.tʰǎː.nīː ʔèːk.kā.māj]）位於泰國首都曼谷孔提縣、鄰近素坤逸路之素坤逸63街及65街，為曼谷BTS（高架電車）素坤逸線的車站，車站編號為E7。

## 鄰近地點
- 素坤逸路
  - 素坤逸四十街與四十二街之間：
    - 東線長途客車總站：可在此站搭乘長途客車至春武里府、羅勇府、尖竹汶府及桐艾府等泰國的東部地方。
    - 科學館及天文館

  - 素坤逸六十一街：
    - Major Cinema
    - 麥當勞：漢堡包店
    - 肯德基：炸雞店

  - 素坤逸六十三街（億甲邁街）：
    - 桑迪卡夜總會（Santika Pub）：2009年的元旦夜發生火災，引致造成60人死亡，包括一位新加坡民航局航空交通控制中心的一名高級職員。212人受傷。
    - 約旦駐泰國大使館
    - Mini大廈：六層樓的商業大廈

  - 素坤逸六十五街：
    - 曼谷醫院

## 外部連結
- 曼谷集體運輸系統（高架電車）的官方網站